# PJ DeBoy
Paul J. "PJ" DeBoy (Baltimore, 7 de junho de 1971) é um ator americano e apresentador de talk show.

## Vida pessoal
DeBoy nasceu em Baltimore, Maryland. Ele compartilha seu nome com seu primo, o ator Paul DeBoy. Ele e Paul são primos do Delegado Steven J. DeBoy, Sr.

## Carreira
DeBoy começou sua carreira em Nova Iorque, onde se apresentou com Miss Coco Peru e Kiki e Herb. Ele se mudou para Toronto em 1998. Lá, ele apresentou o show Locker Room no PrideVision e apareceu em vários longas-metragens, como Hedwig e Angry Inch (2001),  DoUlike2watch.com (2003) e Shortbus (2006).
Ele é geralmente creditado como Paul DeBoy em OUTtv e seu predecessor PrideVision.